# Афанасьевское (Свердловская область)
Афанасьевское — село в Ачитском городском округе Свердловской области. Управляется Афанасьевским сельским советом.

## География
Село Афанасьевское располагается по обоим берегам реки Бисерти, в 24 километрах на восток от посёлка городского типа Ачита.

### Часовой пояс
Афанасьевское, как и вся Свердловская область, находится в часовой зоне МСК+2. Смещение применяемого времени относительно UTC составляет +5:00.

## История
Населённый пункт основан в 1735 году по указу Василия Никитича Татищева для защиты населения от набегов башкирских кочевников. Изначально поселение получило название Бисертская крепость, затем было переименовано в село Бисертское. Позже получило своё нынешнее название.

## Население
| 2002 | 2010 | 2021 |
| ---- | ---- | ---- |
| 1020 | ↘925 | ↘624 |

## Инфраструктура
Имеется остановочный пункт 1478 км Горьковской железной дороги.